# Chazit Hanoar
Chazit HaNoar Hadrom Amerikait é uma entidade pertencente ao movimento sionista que possui organizações em Montevidéu e nas cidades brasileiras de Porto Alegre, São Paulo e Rio de Janeiro. Ela define o sionismo como um movimento para libertar a nação através da concentração cultural e territorial do povo judeu no Estado de Israel.